# Воткинск
Воткинск (рус. Воткинск) град је у Русији у Удмуртији. Према попису становништва из 2010. у граду је живело 100.034 становника.

## Становништво
Према прелиминарним подацима са пописа, у граду је 2010. живело 100.034 становника, 593 (0,60%) више него 2002.
| 1939.  | 1959.  | 1970.  | 1979.   | 1989.   | 2002.  | 2010.  |
| ------ | ------ | ------ | ------- | ------- | ------ | ------ |
| 38.634 | 59.666 | 74.088 | 103.509 | 103.509 | 99.441 | 99.022 |